# Anagennisi Dherynia
El Anagennisi Dherynia (en griego: Αναγέννηση Δερύνειας) es un club de fútbol de Chipre de la ciudad de Dherynia, Famagusta. Fue fundado en 1920 y se unió a la Asociación de Fútbol de Chipre en 1972. Tiene diferentes secciones (fútbol masculino, voleibol masculino y voleibol femenino). La sección de fútbol juega en la Segunda División de Chipre.

## Entrenadores destacados
- Anatoly Baidachny (1992–1993)
- Adamos Adamou (agosto de 2009–)

## Palmarés

### Fútbol
- Segunda División: 2

1999, 2003